# فيروزي معتدل
الفيروزي المعتدل (بالإنجليزية: Medium Turquoise)‏ هو أحد تدرجات اللون الفيروزي.